# Consiglio presidenziale di transizione
Il Consiglio presidenziale di transizione (in lingua creola haitiana Konsèy tranzisyon prezidansyèl) è l'organo di governo provvisorio di Haiti, avente le funzioni della Presidenza della Repubblica, nato dopo la rivolta delle bande nel 2024.
Istituito il 12 aprile 2024, è divenuto operativo dal 25 aprile, risultando composto dai rappresentanti del paese: Fritz Jean (presidente), Smith Augustin, Edgard Leblanc Fils, Laurent Saint-Cyr, Louis Gérald Gilles, Leslie Voltaire ed Emmanuel Vertilaire.
Il 7 ottobre 2024, Leslie Voltaire è succeduto ad Edgard Leblanc Fils nel ruolo di Presidente del consiglio medesimo. Il 7 marzo 2025, a sua volta, Voltaire ha lasciato il posto a Fritz Jean.

## Storia
È stato costituito il 12 aprile 2024, un mese dopo le dimissioni del primo ministro Ariel Henry, il cui governo ha assunto la presidenza ad interim della Repubblica dopo l'assassinio di Jovenel Moïse nel 2021.
Durante la crisi haitiana del 2017-2024, Ariel Henry, al potere dall'assassinio di Jovenel Moïse nel 2021, è rimasto oltre la fine del suo mandato, il 7 febbraio 2024, provocando massicce manifestazioni.
Nel marzo 2024, la violenza delle bande si è diffusa a Port-au-Prince nel tentativo di provocare le dimissioni di Ariel Henry, portando all'assalto di due carceri e al rilascio di migliaia di prigionieri. Questi e i successivi attacchi a varie istituzioni governative hanno portato il governo haitiano a dichiarare lo stato di emergenza e a imporre il coprifuoco. Il 3 marzo sono fuggiti dal carcere 3.500 detenuti. Il governo annuncia lo stato di emergenza e il coprifuoco.
Dopo un viaggio ufficiale in Kenya, Ariel Henry è rimasto bloccato a Porto Rico, in seguito alle minacce di bande criminali che cancellavano i voli per Haiti e perché molti paesi gli avevano chiesto di dimettersi. Tentò quindi senza successo di ritornare attraverso gli Stati Uniti, la Repubblica Dominicana e poi la Giamaica. Allo stesso tempo, il Palazzo Nazionale e vari edifici statali sono stati attaccati da bande, attacchi respinti dalle forze armate. Le infrastrutture portuali e aeroportuali, nonché le scuole, gli ospedali e le istituzioni pubbliche sono chiuse. Il 10 marzo 2024, l'esercito statunitense trasporta in aereo il personale non essenziale dell'ambasciata americana a Port-au-Prince, nel contesto di un'escalation di violenza nel paese.
Sebbene inizialmente avesse escluso di lasciare il potere, mentre l'avversario Moïse Jean-Charles proponeva la creazione di un Consiglio presidenziale con il sostegno di altri partiti, si è poi dimesso l'11 marzo 2024. La decisione è stata presa in una riunione della Comunità Caraibica durante la quale i firmatari dell'accordo di Montana, An avan ed il Collettivo dei firmatari della dichiarazione del 30 gennaio 2023, hanno presentato proposte per organizzare una transizione. Gli Stati Uniti proposero di sostituire Ariel Henry con un Consiglio presidenziale.

## Composizione
- Laurent Saint-Cyr - Presidente
- Smith Augustin - membro
- Louis Gérald Gilles - membro
- Fritz Jean - membro
- Edgard Leblanc Fils - membro
- Laurent Saint-Cyr - membro
- Emmanuel Vertilaire - membro
- Leslie Voltaire - membro
- Regine Abraham - osservatore
- Frinel Joseph - osservatore